# Rattus xanthurus
Rattus xanthurus är en däggdjursart som först beskrevs av Gray 1867.  Rattus xanthurus ingår i släktet råttor och familjen råttdjur. IUCN kategoriserar arten globalt som sårbar. Inga underarter finns listade i Catalogue of Life.
Denna råtta förekommer på Sulawesis nordöstra halvö. Den vistas i låglandet och i bergstrakter upp till 1000 meter över havet. Habitatet utgörs av tropiska fuktiga skogar. Ibland besöker arten områden utanför skogarna. Individerna går främst på marken och de har troligen frukter som föda.